# 五霞町
五霞町（日语：／ Goka machi */?）是位于茨城縣西南端，猿島郡的一町。是茨城縣所有市町村中唯一全域都在利根川右岸（南側）的一町。 

## 地域

### 教育
- 五霞幼稚園・保育園
- 五霞第一幼稚園・川妻保育園
- 五霞町立五霞西小学校
- 五霞町立五霞東小学校
- 五霞町立五霞中学校

### 町的主要施設
- 五霞町役場
  - 中央公民館
  - 介護預防中心「安之家」
  - 保健中心(保健指导设施)
  - 福祉中心「雲雀之里」
- 古河消防署五霞消防分署
- 境警察署（日语：境警察署 (茨城県)）元栗橋駐在所
- 境警察署小福田駐在所
- 五霞郵便局
- 五霞原宿台郵便局
- B&G（日语：B&G）海洋中心(体育馆·游泳池·网球场)
- 環境浄化中心(下水道处理场)
- 川妻浄水場
- 童夢公園